# Histórico de versões do Windows Phone
Aqui está o histórico de versões do Windows Phone, desde o Windows Phone 7 até o Windows 10 Mobile.

## Windows Phone 7

### Windows Phone 7 (primeira versão do sistema operacional)
É a primeira versão do sistema, com poucas funcionalidades. A novidade desse sistema são as live tiles, que exibem informações dos aplicativos. Foi anunciado dia 11 de outubro de 2010 por Steve Ballmer.

### Windows Phone 7.5 Mango
Em fevereiro de 2011, na Mobile World Congress, Steve Ballmer anunciou uma grande atualização do Windows Phone 7 a ser lançada no final do ano e revelou novas funcionalidades da plataforma, entre elas, uma versão móvel do Internet Explorer 9, que suporta os mesmos standards web e capacidades gráficas que a versão de computador; integração do Twitter no centro "Contactos"; multitarefas para aplicações de terceiros; e acesso ao Windows Live SkyDrive.

### Windows Phone 7.8 Tango
Foi uma pequena atualização para quem tinha o Windows Phone 7.5 Mango, já que o Windows Phone 8 não rodava nesse aparelho, por causa do seu núcleo, que era diferente. A novidade principal é que ele permite alterar o tamanho das live tiles.

## Windows Phone 8

### Windows Phone 8 Apollo
O Windows Phone 8 é a terceira geração do sistema Windows Phone. Sucessor do Windows Phone 7, lançado em 29 de outubro de 2012. Substitui o Windows Phone 7 baseado no Windows CE. O Windows Phone 8 é baseado no Windows NT. Dispositivos com o Windows Phone 7 não podem ser atualizados para o 8.0; e novos aplicativos desenvolvidos para o Windows Phone 8 não podem ser executados no Windows Phone 7 (semelhante ao que aconteceu ao Windows Mobile > Windows Phone 7). Não foi apenas uma grande atualização, basicamente o sistema foi reescrito.

## Windows Phone 8.1
O Windows Phone 8.1 é a primeira grande atualização do Windows Phone 8. Saiu recentemente da versão de testes quando lançado para atualização via OTA (em dispositivos Nokia, foi disponibilizado junto com a atualização Lumia Cyan). Com a versão 8.1, o sistema passou a ser mais competitivo com o Android e iOS. Novas grandes funções foram adicionadas: uma das novidades mais esperadas foi a assistente de voz Cortana, uma assistente virtual inteligente mais poderosa e completa que as existentes nos concorrentes (Google Now e Siri). Além da Cortana, o sistema passou a receber novas funções, como o teclado Swype, conhecido como Word Flow; central de notificações e suporte à USB OTG (On The Go); suporte a aplicativos para gerenciador de arquivos (App Arquivos - Files em inglês); suporte a telas Full HD; suporte a processadores QuadCore (suporte adicionado na atualização Lumia Black); entre outras. É a versão mais poderosa e completa do sistema; e todos os dispositivos atuais com Windows Phone 8 irão receber a atualização (Com exceção do Nokia Lumia 810 da AT&T dos EUA).

### Windows Phone 8.1 Update 1
Finalizado, se encontra o Update 1 ou GDR1, que traz o suporte a pastas na tela inicial, espaço de aplicativos, compartilhamento de internet também por bluetooth, aplicativos para acessórios, entre outros.

### Windows Phone 8.1 Update 2
O Update 2, ou GDR2, foi inicialmente lançado nos aparelhos Lumia 640 e Lumia 640 XL. Ele traz algumas novidades, como a compatibilidade de conectar um teclado Bluetooth HID em seu smartphone; e a possibilidade de fixar atalhos para suas configurações diretamente na tela inicial. Não há qualquer previsão para que esta atualização comece a ser liberada para outros dispositivos.

## Windows 10 Mobile
Windows 10 Mobile é uma edição do sistema operacional Windows 10, desenvolvido pela Microsoft. Esta é a edição móvel do Windows 10 que sucede o Windows Phone 8.1; e é projetado para smartphones e tablets pequenos, com telas menores que oito polegadas e arquitetura de processadores em ARM e IA-32.
O Windows 10 Mobile tem como objetivo fornecer uma integração maior com seu homônimo para computadores pessoais, incluindo maior sincronização de conteúdo e um novo ecossistema "universal" de aplicativos, que permitirá portar aplicativos desenvolvidos para o Windows 10 em PCs, Android e iOS para a plataforma, além da capacidade de conectar dispositivos a um monitor externo e utilizar uma interface de PC com suporte a mouse e teclado (é necessário um hardware específico para isso).
Os smartphones que possuem Windows Phone 8.1 serão atualizados para o Windows 10 Mobile. Alguns recursos podem variar de acordo com a compatibilidade de hardware.
A primeira versão Technical Preview do Windows 10 Mobile foi disponibilizada para download para smartphones Lumia em 12 de fevereiro de 2015. A versão lançada em 25 de maio de 2015 também trabalha no HTC One M8 para Windows, tornando-se a primeira versão de testes a suportar dispositivos de outras marcas. A Microsoft garantiu que futuras builds irão adicionar suporte para mais smartphones que não pertencem à Microsoft.
No dia 13 de janeiro de 2016, o Windows 10 Mobile começou a ser distribuído de forma oficial para os aparelhos com Windows Phone 8.1, sendo o primeiro deles o Lumia 640 em alguns países da Europa. A versão do Windows 10 Mobile para smartphones com o Windows Phone 8.1 foi disponibilizada globalmente em 17 de março de 2016, com exceção dos aparelhos com 512 MB de memória RAM.